# مهند عرابي
مهند عرابي فنان تشكيلي ورسام سوري، وُلِدَ عام 1977 في مدينة دمشق، سوريا. صاحَب عرابي مسيرته بالاهتمام بتصوير الطفولة، لكن مع تقدمه، بدأ بإدخال موضوعات إضافية لتطوير أساليبه وأعماله. عُرفت شخصيات عرابي ورسوماته بألوانها الزاهية والبسيطة وملامحها المبتسمة والساكنة.

## نشأته وحياته
ترعرع مهند عرابي في مدينة الياسمين - دمشق، وكان يهوى الرسم واللعب بالألوان. استمر هذا الشغف بالتطور، حتى لاحظه أهله وأساتذته، فأعطوه زاوية صغيرة في المنزل ليمارس هوايته بشكلٍ أفضل. وبالفعل تطورت موهبته واتجه إلى دراسة الفن، وتخرج في كلية الفنون الجميلة في دمشق عام 2000. ولدى مهند ابنة واحدة تُدعى "ماسة مهند عرابي".
أكد مهند عرابي أن الذكاء أمر مهم للوصول إلى النجاح، لكن الموهبة أساسية وتتطلب البحث والدراسة وتطوير المهارات. أما عن تعلقه برسوماته، يقول: "إن الفكرة من العمل الفني وعلاقتي باللوحة تقوم على الاستمتاع المطلق والصدق"، ويعتبر اللوحة مرآة واقعه ويردف قائلاً: "أحاول اللعب بالألوان بعفوية. أرسم جنوني وشغفي وعبثي وسذاجتي واندفاعي وجميع انفعالاتي لأُجسد حالة تعكس مرحلة أعيشها فيتحول العمل إلى وسيلة تفريغ تعيد توازني وهدوئي وشعوري بقيمتي كإنسان".

## سيرته
كبرت زاوية منزل مهند عرابي وأصبحت استوديو، لكن مع بداية الانتفاضة السورية، تخلى عرابي عن مكان مرسمه الأول، وتنقل بين العديد من الأماكن بحكم الظروف. كان يرسم محاطاً بأصوات القصف؛ فيستمع إلى موسيقاه المفضلة ويركز على لوحته. مع ذلك، لم يتخلَّ عرابي عن حلمه، بل الصعوبات جعلته يعكس العلاقة المعقدة على أعماله أيضاً، حيث كان قد اعتاد على العمل تحت أي ظرف.
نتيجة الصراع الذي عقب الانتفاضة، نزح وتهجر عرابي عن وطنه قسرياً. بدايةً، كان يشعر بحالة من الصدمة والإنكار، وأثرت هذه الصدمة عليه نفسياً وعملياً، حيث قال: "إنّ تأثر أعمالي بالوضع الصعب في بلدي حصل من الناحية العاطفية الإنسانية حيال مشاهد العنف والدمار وعذابات الإنسان السوري في هذه المرحلة الصعبة من تاريخ وطننا، فحضر الأطفال في لوحتي ليجسّدوا التشرد واللجوء وفقدان الأحبة والأهل وتكريس الحزن في نفوسهم كسمة أساسية من ملامحهم".
استقر عرابي بعد ذلك بين الإمارات وكندا، وظهرت هوية جديدة له. دفعته تجربته إلى التعرف على التواصل الاجتماعي والتطور الرقمي وكيفية استخدام هذه التقنيات لتصبح بدائل لوقائع حياتية.
اليوم، تحظى لوحات عرابي بصدى واسع، حيث إنها مطلوبة في كل دُور العرض العالمية، وقد حاز على العديد من الجوائز، وأقام العديد من المعارض، وأعماله مقتناة في عدة بلدان مثل: سوريا ولبنان والإمارات العربية المتحدة والأردن والسعودية وفرنسا وكندا وسويسرا.

## المسيرة الفنية
تتميز مسيرة عرابي بالتطور، فهو يهوى التعدد بالأدوات والاحتمالات الجديدة في الفن، حتى وإن لم تنجح، ولكن شرف المحاولة كان كافياً له.
تعكس لوحات الفنان مهند عرابي انبهاره واهتمامه بمرحلة تطور الوعي في الطفولة والسنوات التكوينية التي تشكل صورة العالم في أذهاننا. يتجسد هذا الاهتمام في استخدامه لوسائط متعددة، مركزاً في بداياته على فن التصوير الذاتي وتعبيره عن حالات التعجب والخيال. بدأ تنوع موضوعات العرابي لتشمل تصوير الإعلام البصري للصراعات بأسلوب تعبيري قريب من الغرافيك، مسلطاً الضوء على وضع السوريين تحت الحصار والتشرد. يَعتبر عرابي القصة العاطفية الأليمة للسوريين مصدر إلهامه الأساسي، حيث تظهر العفوية في أعماله من خلال الألوان والأشكال المحررة بلا قيود فنية.

### الأسلوب
في لوحاته، يركز عرابي على العيون بشكل خاص، حيث يعتبرها مرآة للروح. ففي الأعمال الفنية السابقة، كانت اللوحات التي رسمها تتميز بشكل بسيط وتمثلت في عيون فارغة وصفها عرابي بأنها "هالة سوداء". لكن مع مرور الزمن وتطوره كفنان، بدأ يركز على جعل العيون تعبر عن الدهشة والصدمة تجاه المشهد المصور في السنوات الخمس الأخيرة. يستخدم عرابي مشاعره لرسم العيون، مما يمنحها مظهراً مذهلاً ومؤثراً يجسّد المشاعر والانفعالات. كما يعتبر أن العين تلعب دوراً مهماً في فهم شخصية معينة، حيث تعكس ملامح الحزن والألم السائدة.  وتحمل اللمعة الموجودة في العيون رمزية خاصة، إذ تعبر عن النور والأمل، وهو الضوء الذي يسطع على الطريق الصعب.
وأعرب عرابي عن تغيُّر في فلسفة لوحاته، حيث كان يشتهر بتصوير الوجوه والعيون كرمز للتعبير الفني، ولكنه أظهر اهتماماً متجدداً بالورود والأزهار. وفي تصريح له، أشار: "معرضي الأخير كان عبارة عن مجموعة من المزهريات التي تحمل الورود، لأنني أحب الورد وأرى في المزهرية مسيرة حياة الورد، والمكان الذي يجمع جذورها لتنبت من جديد". هذا التحول في اهتماماته الفنية يعكس تطوراً في رؤيته الفنية وقدرته على استكشاف مواضيع جديدة وتقنيات فنية متنوعة.

#### لوحات إلى قطع مجوهرات
بعد مسيرة من التجارب والنجاحات المستمرة، دخل عرابي عالم الصياغة الفنية؛ عندما أراد أن يهدي زوجته قطعة خاصة، ليلاحظ أنه بالفعل لديه علامة مميزة، حيث قرر تحويل رسوماته إلى قطع مجوهرات، تحديداً الوجه الدائري مع العين المرسومة. فقام بصياغة ملامحها بالذهب ورصعها بالألماس، وقدم التصميم في نموذجين: إما أن يكون على خلفية مصنوعة من اللؤلؤ، أو أن تكون الخلفية مفرغة من الذهب، فتُمَثل لون البشرة كخلفية. لاقت هذه الفكرة طلباً كبيراً من جمهوره على مواقع التواصل الاجتماعي، وزادَ الطلب عليها.

## إنجازاته
للعرابي اليوم ما يزيد عن 500 لوحة فنية، كما شارك في العديد من المعارض المشتركة وورش العمل داخل وخارج سوريا. شملت المعارض المشتركة معرضاً في قصر الإمارات في أبوظبي عام 2007، ومعارض فردية مثل "زارا غاليري" في عمَّان- الأردن، و"أيام غاليري" في جدة ودبي، وغيرها الكثير من المعارض في دمشق.
كما حازَّ على العديد من الجوائز، بما في ذلك الجائزة الأولى في مسابقة التصوير عندما كان عمره اثني عشر عاماً في سوريا. ثم فاز بجائزة لمعرض الشباب في دمشق عام 2006. في عام 2014، تم اختيار اسم مهند عرابي ليكون واحداً من "مفكري العالم المائة" وفقاً لمجلة فورن بولسي، وذلك بناءً على مشاركته في أجيال أبيكس سوريا التي عُقدت في أيام غاليري في بيروت، دبي، ولندن.